# Hypsiboas semilineatus
Espèce
Synonymes
- Hyla geographica semilineata Spix, 1824
- Hyla semilineata Spix, 1824
- Cophomantis punctillata Peters, 1870

Statut de conservation UICN

 LC  : Préoccupation mineure
Hypsiboas semilineatus est une espèce d'amphibiens de la famille des Hylidae.

## Répartition
Cette espèce est endémique du Brésil. Elle se rencontre jusqu'à 800 m d'altitude de l'État de Pernambouc au Nord à l'État de Santa Catarina au Sud.

## Publication originale
- Spix, 1824 : Animalia nova sive species novae testudinum et ranarum, quas in itinere per Brasiliam annis 1817-1820 (texte intégral)